# Calcutta-dekzegel
Het Calcutta-dekzegel verwijst naar een zegel boven de opening naar het Calcutta-olieveld in Saramacca. Het zegel wordt gerekend tot het culturele, industriële erfgoed.
Het zegel markeert de plaats waar Hugo Coleridge op 13 oktober 1965 de eerste olievondst van Suriname deed. Hij werkte toen bij de Geologisch Mijnbouwkundige Dienst (GMD) en bezocht collega's bij het dorp Calcutta die dachten dat ze last hadden van olielekkage bij het boren naar water. Coleridge stelde vast dat er iets anders aan de hand was, namelijk om de eerste vondst van aardolie van Suriname.
Het dekzegel werd hier negen jaar later, op 20 augustus 1974, geplaatst en markeert sindsdien deze plaats. De plaats wordt zo slecht onderhouden dat het al drie maal opnieuw blootgelegd moest worden, de laatste keer door Ben Mitrasingh in augustus 2015. Het zegel bevat de inscriptie "TA 42 Zegel 20-8-74".